# Kościół Przemienienia Pańskiego w Nowosiółkach
Kościół Przemienienia Pańskiego w Nowosiółkach – rzymskokatolicki kościół w Nowosiółkach, pod wezwaniem Przemienienia Pańskiego, wzniesiony pierwotnie jako cerkiew greckokatolicka.

## Historia
Pierwsza cerkiew unicka w Nowosiółkach powstała najpóźniej w 1732. Nosiła wezwanie Wniebowzięcia Najświętszej Maryi Panny. Fundatorką kolejnej świątyni była najprawdopodobniej Ludwika Trębińska, podsędkowa lubelska, a budowla ta powstała w latach 1744-1745. Ludwik baron Rastawiecki w 1803 roku zakupił majątek położony w Nowosiółkach za wiano, które otrzymała jego żona Teresa Krajewska z Krajewa herbu Trzaska. W tym samym roku Ludwik Rastawiecki rozpoczął budowę nowej cerkwi unickiej, gdyż nie mógł wybudować świątyni obrządku rzymskokatolickiego z uwagi na zakaz budowy kościołów, jaki był wprowadzony w rozbiorze rosyjskim. W 1804 roku urodził się w dworku Nowosiółkach syn Edward Rastawiecki, który lata młodzieńcze spędził na wsi W 1816 roku Ludwik baron Rastawiecki wraz z żoną i dzieckiem przeprowadził się do Warszawy, a do Nowosiółek przyjeżdżał tylko okolicznościowo. Spowodowało to pogorszenie stanu świątyni, która w związku ze zmniejszeniem fundacji ze strony barona Rastawieckiego groziła nawet zawaleniem. W roku 1833 Edward Rastawiecki powrócił do Dołhobyczowa do pałacu, który gruntownie wyremontował, jednocześnie postanowił wyremontować świątynię w Nowosiółkach. Zdemontował wieżę i pokrył wnętrze polichromią, która jednak nie zachowała się.
W ramach likwidacji unickiej diecezji chełmskiej cerkiew unicka w Nowosiółkach została przymusowo zamieniona na świątynię prawosławną. W miejscowości doszło do protestów wiernych na tle wprowadzanych siłą zmian w liturgii. Parafia prawosławna w Nowosiółkach działała do 1915, gdy wierni udali się na bieżeństwo.
Formalnie w rękach prawosławnych obiekt pozostawał do 1920, gdy został zrewindykowany na rzecz Kościoła katolickiego i 12 czerwca 1920 rekoncyliowany. Wtedy też najpewniej przybrał obecne wezwanie. Miejscowa ludność prawosławna, pozostająca w Nowosiółkach i okolicy w zdecydowanej większości, oraz metropolita warszawski i całej Polski Dionizy bezskutecznie ubiegała się u władz polskich o przyznanie jej prawa do korzystania ze świątyni. Ostatecznie w miejscowości powstała jedynie nieetatowa kaplica. W dniu 3 maja 1938 roku bp Marian Fulman uroczyście wznowił działanie parafii katolickiej (w obrządku łacińskim). Przyczyną erygowania parafii katolickiej dopiero po kilkunastu latach od poświęcenia kościoła była niedostateczna liczba kapłanów w diecezji lubelskiej. Parafię utworzono dopiero wtedy, gdy osobiście w jej utworzenie zaangażował się płk Brunon Olbrycht, jednego z kierowników prowadzonej na Lubelszczyźnie akcji polonizacyjno-rewindykacyjnej.
W latach II wojny światowej świątynia została ponownie zaadaptowana na cerkiew, po zakończeniu konfliktu i wysiedleniu ludności prawosławnej wróciła do rąk parafii łacińskiej. W 1948 kościół był remontowany, w czasie renowacji usunięto zniszczenia powstałe w czasie pożaru w 1944, odnawiany był także w 1959 i 1961, zaś w latach 1962-1964 renowacji poddano wnętrze. W 1964 dobudowano również wieżę.